# Канторович, Яков Абрамович
Я́ков Абра́мович Канторо́вич (1 [14] января 1859 — 15 октября 1925) — российский юрист; редактор, издатель.
Окончил юридический факультет Императорского Санкт-Петербургского университета. Был присяжным поверенным округа Санкт-Петербургской судебной палаты. Издал ряд книг по юриспруденции как своих, так и других авторов. С 1903 был редактором-издателем журналов «Судебное Обозрение», «Вестник Сенатской практики» и «Вестник законодательства и циркулярных распоряжений».
Сыновья — синолог Анатолий Яковлевич Канторович; писатель и критик Владимир Яковлевич Канторович (1901—1977).

## Основные работы
- Литературная собственность : С прил. всех постановлений действующего законодательства о лит., художеств. и муз. собственности, вместе с разъясн. по кассац. решен. Сената / [Соч.] Я. Канторовича. — 2-е изд. — Санкт-Петербург : изд. Я. Канторовича, 1895. — 148, [3] с. — (Юридическая библиотека; № 2)[2].
- Женщина в праве : С прил. всех постановлений действующего законодательства, относящихся до лиц жен. пола / [Соч.] Я. Оровича [псевд.]. — 3-е изд. — Санкт-Петербург : изд. Я. Канторовича, [1900]. — [4], VI, 320 с. (1-е изд. 1895 года)
- Законы о безумных и сумасшедших : С прил. Свода разъясн. по кассац. решениям Сената / Сост. Я. А. Канторович. — Неофиц. изд. — Санкт-Петербург, 1899. — VIII, 128 с.
- Средневековые процессы о ведьмах / [Соч.] Я. Канторовича. — 2-е изд. — Санкт-Петербург : изд. Я. Канторовича, 1899. — [4], IV, 221, [2] с.
  - Средневековые процессы о ведьмах / Я. Канторович; [Послесл. С. С. Миронова]. — Репринт. воспроизведение изд. 1899 г. — М. : Книга, 1990. — 221, [7] с. ISBN 5-212-00575-2
  - … — Изд. 4-е. — М.: URSS, 2011. — 221, [1] с. — (Академия фундаментальных исследований : АФИ : история). ISBN 978-5-396-00376-7
  - Процессы о колдовстве в Европе и Российской империи / Я. Канторович — М. : Ломоносовъ, 2014. ISBN 978-5-91678-231-8
- Женщина в праве : С прил. всех постановлений действующего законодательства, относящихся до лиц жен. пола / [Соч.] Я. Оровича [псевд.]. — 3-е изд. — Санкт-Петербург : изд. Я. Канторовича, [1900]. — [4], VI, 320 с. (1-е изд. 1895 года)
- Процессы против животных в средние века / [Соч.] Я. Канторовича. — Санкт-Петербург : Юрид. б-ка, ценз. 1897. — [4], 58 с.
- Законы о привилегиях на изобретения и усовершенствования в главнейших государствах / Сост. Я. А. Канторович. — Санкт-Петербург : Я. А. Канторович, 1900. — [4], 249 с.
- «Право на истину. Этико-юридический очерк» (ib., 1904);
- «Из области веротерпимости» (ib., 1904);
- «Клятва по современным учениям» (ib., 1904);
- Законы о состояниях (Св. зак. т. IX, изд. 1899 г., с доп. узаконениями по 1-е июля 1901 г.) с разъяснениями, извлеченными из: Кодификационной объяснительной записки к Законам о состояниях, изд. 1899 г., указов 1-го Департамента Правительствующего сената [и др.] / Под ред. юрисконсульта М-ва вн. дел Я. А. Плющевского-Плющика; Сост. пом. присяж. поверенного Я. А. Канторович. — Неофиц. изд. — Санкт-Петербург : Я. А. Канторович, 1901. — XXII, 792, 109 с. 
  - Канторович Я.А. Законы  о состояниях (Свод законов т. IX изд. 1899 г., по продолжениям 1906, 1908 и 1909 гг.) с разъяснениями, извлечениями из Кодификационной объяснит. записки к законам о состояниях, изд. 1899 г., указов 1-го, 2-го департамента и департамента Герольдии Правительствующего сената, решений Кассационного департамента и Общего собрания Правительствующего Сената, циркуляров и распоряжений МВД, указов и циркуляров  Святейшего синода, с прил. алф. предм. указателя / / под  ред. юрисконсульта Я. А. Плющевского-Плющика. — СПб.: Юрид. книжн. склад "Право", 1911. — 1032 с. Архивировано 17 августа 2007 года.
- Конвенция между Россией и Францией для защиты литературных и художественных произведений : Рус. и фр. тексты Конвенции с разъясн. … / [Сост.] Я. А. Канторович, присяж. пов. — Санкт-Петербург : Юрид. кн. скл. «Право», 1912. — 72 с.
- Сценический договор : (Договор ангажемента) / Я. А. Канторович. — Петроград : Сенат. тип., 1914. — 66 с.
- Авторское право на литературные, музыкальные, художественные и фотографические произведения. Систематический комментарий к закону 20-го марта 1911 г. — с историческим очерком и объяснениями, основанными на законодательных мотивах, литературных источниках, иностранных законодательствах и судебной практике / Я. А. Канторович — 2-е изд., доп. — Петроград: Тип. АО б. «Брокгауз-Ефрон», 1916. — 803 c.
- Война и исполнение обязательств / Я. А. Канторович. — Петроград : Сенат. тип., 1917. — 149 с.
- «Невозможность» исполнения обязательств / Я. А. Канторович, присяж. пов. — Петроград : тип. АО Брокгауз-Ефрон, 1917. — 32 с.
- «Основные идеи гражданского права» (Ленинград, 1928)
  - Основные идеи гражданского права / Я. А. Канторович. — Москва : Центр ЮрИнфоР-МГУ, 2009. — 502, [1] с. — (Библиотека «ЮрИнфоР». Серия «Научное наследие»). ISBN 978-5-89158-133-3 (то же, Канторович Я.А. Основные идеи гражданского права / С предисл. А. Малицкого. - Харьков: Юрид. изд-во НКЮ УССР, 1928. — 310 с. Архивная копия от 14 мая 2021 на Wayback Machine)